# Euxesta xeres
Euxesta xeres är en tvåvingeart som beskrevs av Charles Howard Curran 1935.
Euxesta xeres ingår i släktet Euxesta och familjen fläckflugor. Artens utbredningsområde är New Mexico. Inga underarter finns listade i Catalogue of Life.